# Мирный (Пензенская область)
Мирный — посёлок в Мокшанском районе Пензенской области России. Входит в состав Юровского сельсовета.

## География
Посёлок находится в северной части Пензенской области, в пределах Сурско-Мокшанской возвышенности, в лесостепной зоне, к востоку от автодороги М5, на расстоянии примерно 9 километров (по прямой) к юго-востоку от рабочего посёлка Мокшан, административного центра района. Абсолютная высота — 239 метров над уровнем моря.

### Климат
Климат характеризуется как умеренно континентальный, с холодной продолжительной зимой и тёплым летом. Среднегодовая температура воздуха — 4,6 °C. Средняя температура воздуха самого тёплого месяца (июля) — 19 °C; самого холодного (января) — −13 °C. Безморозный период длится 150 дней. Продолжительность вегетационного периода — в среднем 144 дня. Среднегодовое количество атмосферных осадков варьируется от 480 до 500 мм, из которых большая часть выпадает в тёплый период. Снежный покров устанавливается в конце ноября и держится в течение 141 дня.

### Часовой пояс
Посёлок Мирный, как и вся Пензенская область, находится в часовой зоне МСК (московское время). Смещение применяемого времени относительно UTC составляет +3:00.

## Население
| 1979 | 1989 | 1996 | 2002 | 2010 |
| ---- | ---- | ---- | ---- | ---- |
| 328  | ↘254 | ↗267 | ↘202 | ↘170 |

### Национальный состав
Согласно результатам переписи 2002 года, в национальной структуре населения русские составляли 84 % из 202 чел.